# Bermsgrün
Bermsgrün ist ein Ortsteil der Stadt Schwarzenberg im sächsischen Erzgebirge.

## Geschichte

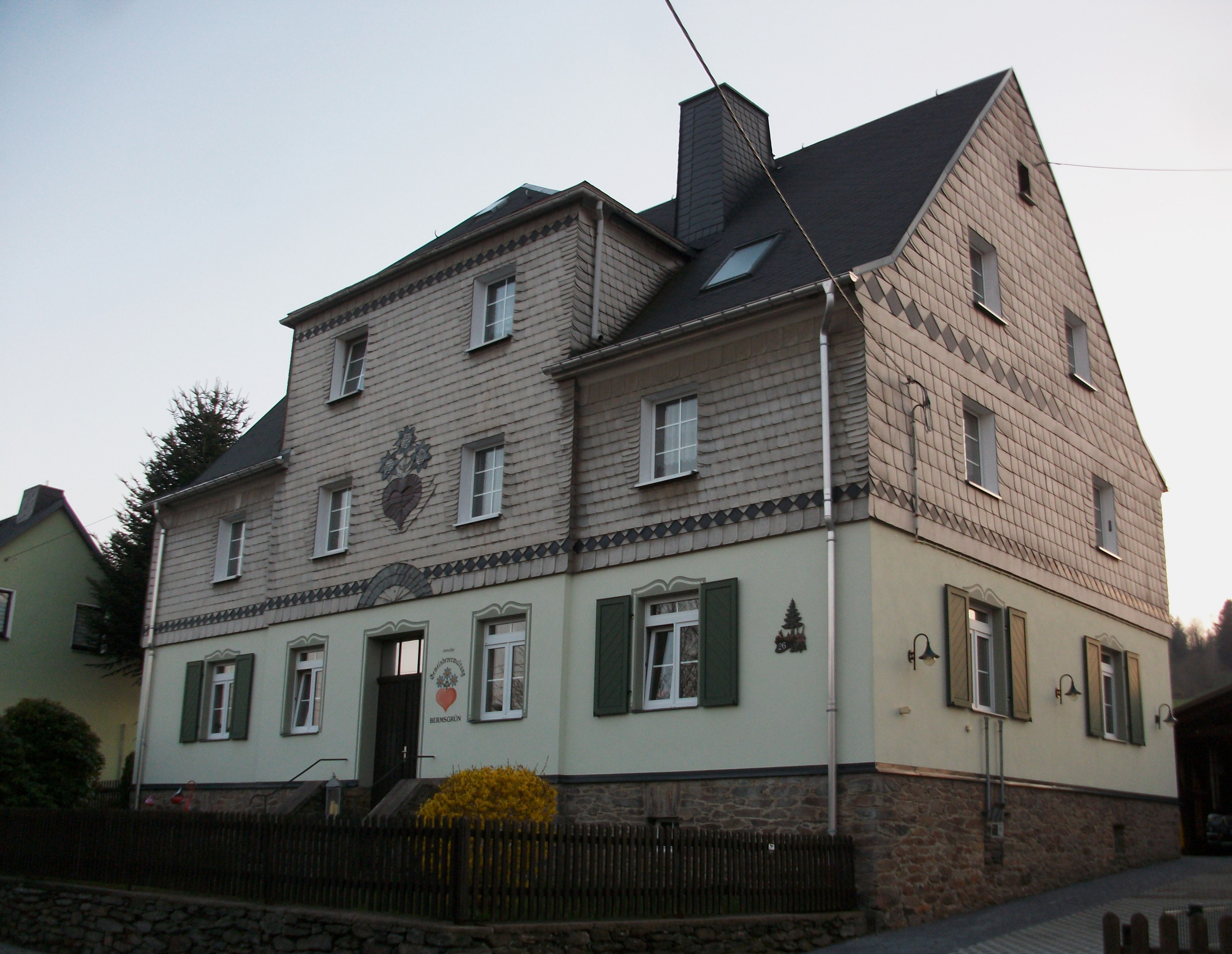
Ehemalige Gemeindeverwaltung Bermsgrün

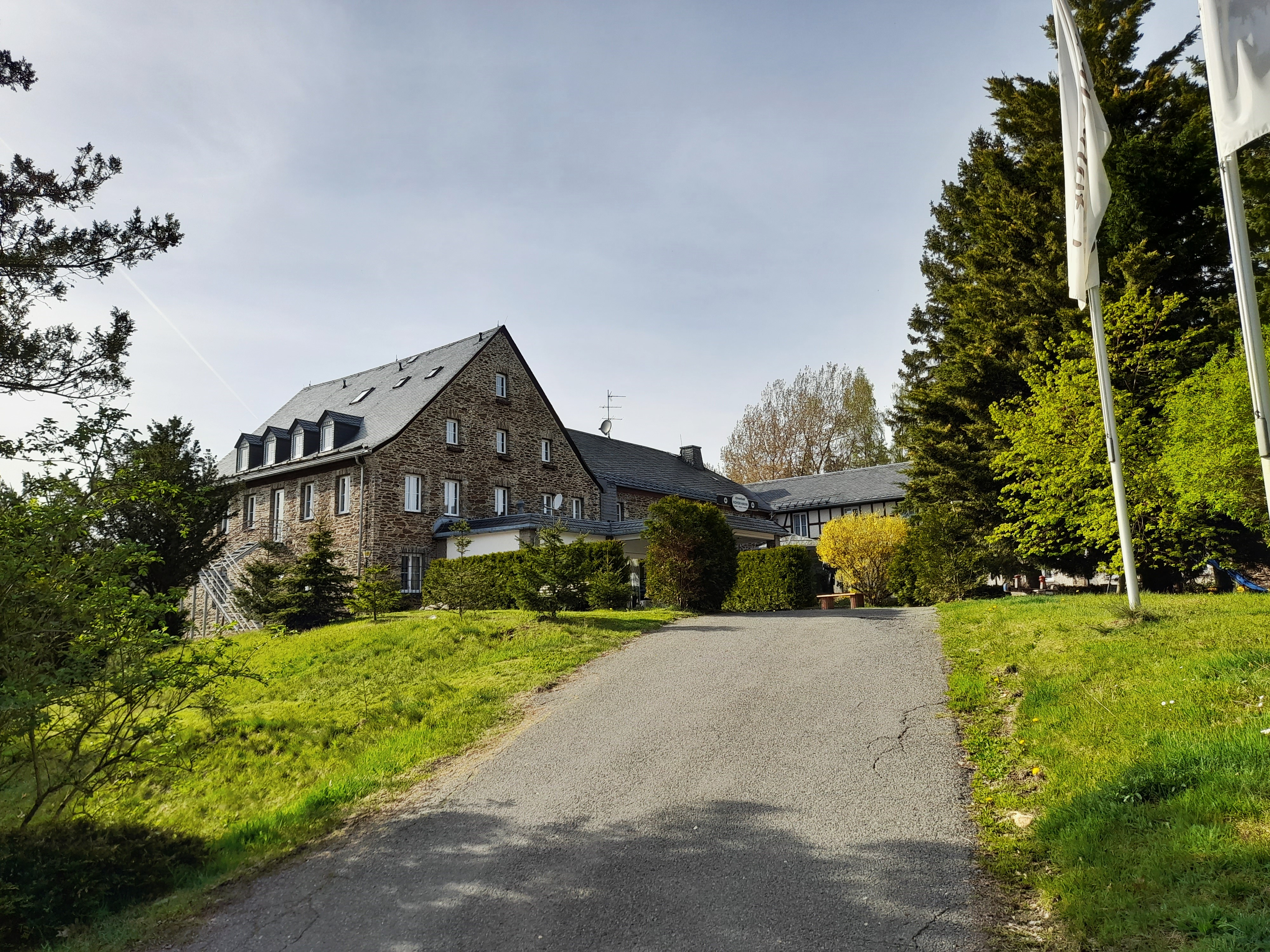
Sonnenhotel Hoher Hahn (ehemaliges Arbeiterheim Bermsgrün)

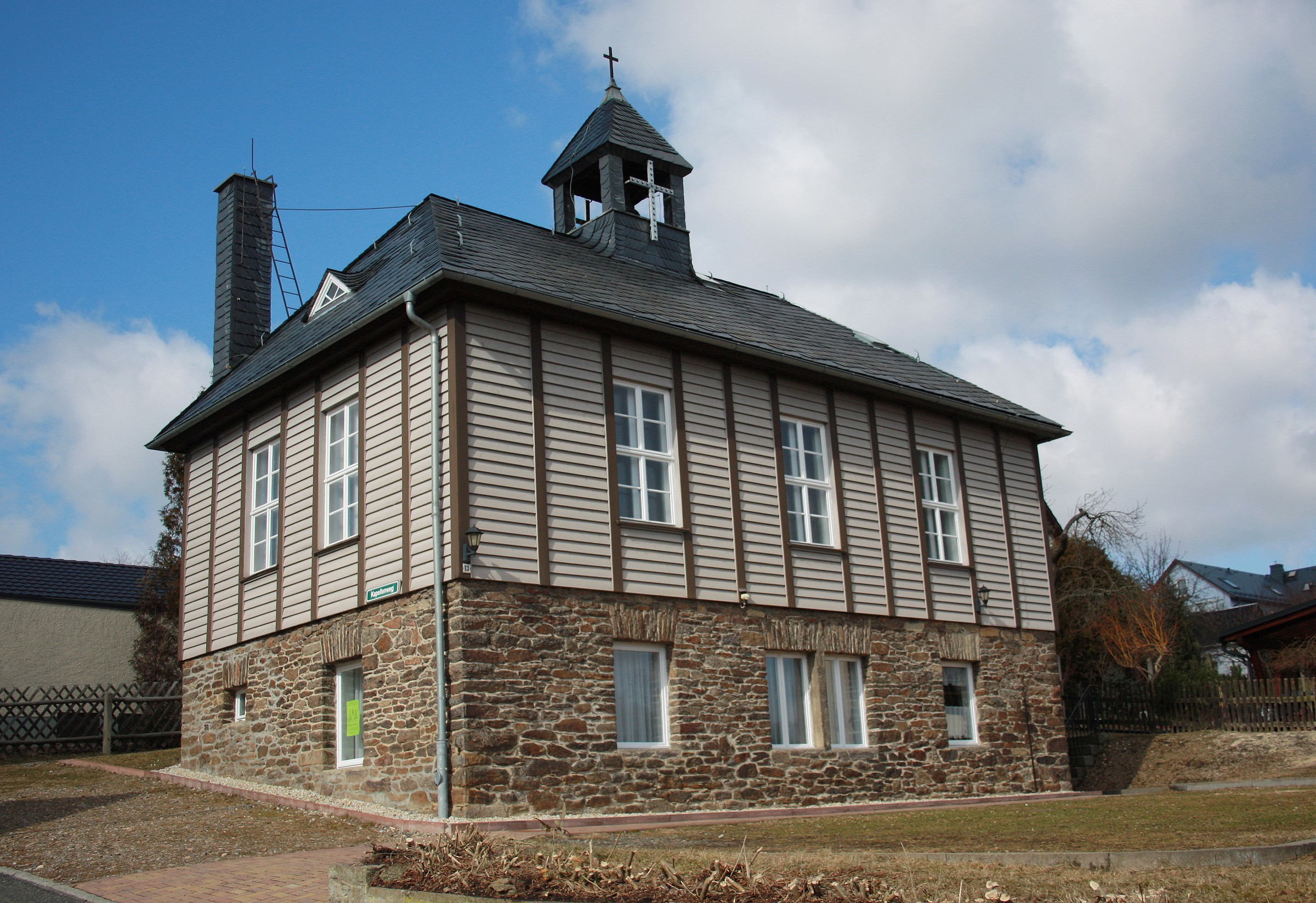
Kapelle Bermsgrün

Der Ort entstand als doppelreihiges Waldhufendorf in der Herrschaft Schwarzenberg und wurde 1448 als Bermaßgrün erstmals urkundlich erwähnt. Dass das Dorf bereits 1193 entstanden ist – 1993 wurde von den Bewohnern die 800-Jahr-Feier begangen – lässt sich mit urkundlichen Quellen und archäologischen Grabungen nicht nachweisen.
Von Anfang an war das eine halbe Stunde südlich von Schwarzenberg gelegene Dorf nach Schwarzenberg eingepfarrt, wohin auch der Kirchsteig führt.
Zu Beginn des 19. Jahrhunderts hatte Bermsgrün 101 Häuser, 626 Einwohner und war mit ansehnlichen Kirschbaumpflanzungen versehen. Die Einwohner klöppelten damals Spitzen und trieben Handel damit. Die meisten Männer waren Wald-, Berg- und Hammerarbeiter, Kohlen- und Eisensteinfuhrleute. Einige richteten Gimpel zum Singen ab und handelten damit im Ausland. In der Gegend von Bermsgrün brach man Schieferspat. Um 1800 entdeckte man eine Bleimine, die etwas Silber enthielt.
Zu Beginn der Zeit des Nationalsozialismus wurde das Arbeiterheim als Haft- und Folterort für NS-Gegner  benutzt. Eine „Schulungsburg“ der Deutschen Arbeitsfront bestand in dieser Epoche in Bermsgrün.
In der DDR-Zeit gab es in Bermsgrün ein Ferienheim des „VEB Braunkohlenwerk Großkayna“.
Am 1. Januar 1999 wurde Bermsgrün nach Schwarzenberg eingemeindet.
Am 26. Februar 2021 wurde im Haus des Gastes die Organisation „Freie Sachsen“ unter dem 1. Vorsitzenden Martin Kohlmann gegründet, die sich „im Angesicht der staatlichen Corona-Zwangsmaßnahmen“ als Dach für eine Sammlungsbewegung versteht.

## Entwicklung der Einwohnerzahl
| Jahr    | Einwohnerzahl                                        |
| ------- | ---------------------------------------------------- |
| 1550/51 | 18 besessene Mann, 2 Häusler, 11 Inwohner, 7 ½ Hufen |
| 1764    | 40 besessene Mann, 6 Gärtner, 29 Häusler, 9 ¾ Hufen  |
| 1834 1  | 1123                                                 |
| 1871 1  | 1378                                                 |

| Jahr   | Einwohnerzahl |
| ------ | ------------- |
| 1890 1 | 1604          |
| 1910 1 | 2878          |
| 1925 1 | 2568          |
| 1939 1 | 2691          |

| Jahr | Einwohnerzahl |
| ---- | ------------- |
| 1946 | 2583          |
| 1950 | 2084          |
| 1964 | 1619          |
| 1990 | 1258          |

## Gedenkstätten
- Gedenktafel am Arbeiterheim zur Erinnerung an die Inhaftierung von Arbeitern 1933
- Gedenkstein im Unterdorf für Widerstandskämpfer, die Opfer des NS-Terrors wurden, insbesondere Otto Hempel und Franz Dziebko

## Kultur und Sehenswürdigkeiten
- Schnitzkunstausstellung Harry Schmidt
- Rundwanderweg Bermsgrün (gelber Balken) mit Hinweisen auf die Geschichte Bermsgrün  (ehemalige Gemeindeverwaltung, alte Stollen und Schächte)
- Hoher Hahn – Gipfel mit Aussicht – auch gleichnamiges Hotel – ehemaliger Schacht

## Trivia
Im Dezember 1990 öffnete in Bermsgrün der erste Sexshop des Landkreises Schwarzenberg.

## Söhne und Töchter des Ortes
- Christian Gottlieb Wellner (1795–1857), Fabrikbesitzer, Industriepionier in Aue
- Ernst Kleinhempel (1862–1934), Politiker (NLP)
- Ernst Scheffler (1891–1954), Politiker (KPD/SED)
- Robert Bauer (1898–1965), Politiker (NSDAP)
- Paul Blechschmidt (1907–1961), Mitglied des Nationalkomitees „Freies Deutschland“, Generalmajor
- Kurt Beck (1909–1983), Fotograf
- Werner Lang (1922–2013), Maschinenbauingenieur
- Manfred Blechschmidt (1923–2015), Heimat- und Mundartschriftsteller
- Harry Schmidt (1927–2003), Holzschnitzer